# إمبانكمينت (محطة مترو أنفاق لندن)
إمبانكمينت (بالإنجليزية: Embankment) هي إحدى محطات مترو أنفاق لندن. تقع على خط ديستريكت وبيكرلو ونورذيرن وسيركيل أفتتحت في المنطقة (Zone) رقم 1 أفتتحت في 30 مايو 1870.